# جريج هندرسون
جريج هندرسون (بالإنجليزية: Greg Henderson) مواليد 10 سبتمبر 1976 في دنيدن، هو دراج نيوزلندي سابق في صنف سباق الدراجات على الطريق وعلى المضمار. سبق أن شارك في دورة الألعاب الأولمبية الصيفية.

## سباقات أو مراحل فاز بها
- طواف إسبانيا

## الميداليات
| الميدالية | المسابقة                  |
| --------- | ------------------------- |
| برونزية   | دورة ألعاب الكومنولث 1998 |
| برونزية   | دورة ألعاب الكومنولث 1998 |
| ذهبية     | دورة ألعاب الكومنولث 2002 |
| برونزية   | دورة ألعاب الكومنولث 2002 |

## روابط خارجية
- جريج هندرسون على موقع الاتحاد الدولي للدراجات (الإنجليزية)
- جريج هندرسون على موقع أرشيف الدراجات (الإنجليزية)
- جريج هندرسون على موقع إحصائيات الدراجات الإحترافية (الإنجليزية)
- جريج هندرسون على موقع نسبة الدراجات (الإنجليزية)
- جريج هندرسون على موقع CycleBase (الإنجليزية)
- جريج هندرسون على موقع أوليمبيديا (الإنجليزية)
- جريج هندرسون على موقع اللجنة الأولمبية النيوزيلندية (الإنجليزية)